# Глайндборнский оперный фестиваль
Глайндборнский фестиваль (англ. Glyndebourne Festival Opera) — ежегодный оперный фестиваль, проходящий в Англии. Место проведения фестиваля — имение Глайндборн близ городка Льюис (англ. Lewes), графство Восточный Сассекс.

## История и деятельность
Владелец имения Джон Кристи был заядлым любителем музыки и устраивал в своём доме любительские оперные спектакли; познакомившись на одном из них с певицей Одри Майлдмэй и женившись на ней в 1931 году, Кристи решил поднять уровень мероприятий, и в 1934 г. состоялся первый фестиваль профессионального уровня, открывшийся 28 мая постановкой «Свадьбы Фигаро» Моцарта с Майлдмэй в партии Сюзанны. К концу 1930-х годов Глайндборнский фестиваль уже был одним из важнейших событий в мировом оперном календаре. На время Второй мировой войны фестиваль был закрыт, а в Глайндборне располагался приют для эвакуированных из Лондона детей.
Первоначально фестиваль поддерживался полностью на личные средства Кристи, затем ему удалось найти для него дополнительную спонсорскую поддержку. К настоящему времени директор фестиваля — внук его основателя Гас Кристи.
Основной оркестр фестиваля в 1947—1963 гг. — Королевский филармонический оркестр, с 1964 — Лондонский филармонический оркестр. Ряд постановок осуществляется при участии более камерного Оркестра эпохи Просвещения.
С 1968 г. в дополнение к стационарному фестивалю появилась гастрольная программа, в рамках которой фестивальные постановки показываются в нескольких английских городах.
Первоначальная вместимость зала, в котором давались представления, составляла 300 мест. В ходе нескольких перестроек к 1977 году она была доведена до 850, к тому же был построен отдельный репетиционный зал. Тем не менее развитие фестиваля делало эти меры недостаточными, и в 1990 г. было объявлено о строительстве нового здания. В 1992 году строительство началось, и из-за этого фестиваль 1993 г. был пропущен. 28 мая 1994 г., в 60-ю годовщину фестиваля, в новом здании, вмещающем 1200 зрителей, вновь, как и шестьюдесятью годами ранее, была дана «Свадьба Фигаро».
Критики отмечают, что

уже в спектаклях-первенцах Глайндбурн прописал опере свои уникальные рецепты, которым тут трепетно следуют и по сей день. Прежде всего — созидание гармоничного художественного целого, некий алхимический сплав музыки, театра, живописи и других видов, когда сознание зрителя не может, а иногда и не хочет разделять спектакль на пение и все остальное. Стиль интеллектуального режиссёрского театра в Глайндбурне отрицает систему звездного конвейера. <…> Главное условие Глайндбурна — долгая, тщательная работа, фанатичная шлифовка деталей.

## Музыкальные руководители
- Фриц Буш (1934—1951)
- Витторио Гуи (1952—1963)
- Джон Причард (1964—1977)
- Бернард Хайтинк (1978—1988)
- Эндрю Дэвис (1989—2000)
- Владимир Юровский (2001—2013)
- Робин Тиччати (с 2014 г.)